# My Cool
My Cool är en låt av Adam Tensta. Det är hans andra singel. Låten har spelats flitigt i olika svenska radio-kanaler och videon har visats på TV. Den låg på svenska singellistan i 23 veckor och placerade sig som bäst på sjätte plats. Låten blev nummer 18 på Trackslistans årslista för 2008.
På singeln finns det två olika versioner av låten.

## Spårlista
1. My Cool
2. My Cool (radio Edit)
3. They Wanna Know (remix)

## Listplaceringar
| Lista             | List- position |
| ----------------- | -------------- |
| Sverigetopplistan | #7             |
| Trackslistan      | #18            |